# Boris Matkin
Boris Aleksandrowicz Matkin (ros. Борис Александрович Маткин, ur. 7 lipca 1920, zm. 27 listopada 1993 w Moskwie) – radziecki działacz partyjny i państwowy, zastępca ministra budowy przyrządów, środków automatyzacji i systemów zarządzania ZSRR (1965-1979).
Dzieciństwo i młodość spędził w Podolsku. Działacz WKP(b), 1959-1961 dyrektor fabryki maszyn analitycznych w Penzie. Od 1961 do stycznia 1963 sekretarz Komitetu Obwodowego KPZR w Penzie, od stycznia 1963 do 14 grudnia 1964 I sekretarz Przemysłowego Komitetu Obwodowego KPZR w Penzie, od 14 grudnia 1964 do maja 1965 II sekretarz Komitetu Obwodowego KPZR w Penzie, od maja do listopada 1965 przewodniczący Komitetu Wykonawczego Rady Obwodowej w Penzie. 1965-1979 zastępca ministra budowy przyrządów, środków automatyzacji i systemów zarządzania ZSRR, 1979 zastępca przewodniczącego Państwowego Komitetu ZSRR ds. Wynalazków i Odkryć.